# Council of Dads
Council of Dads è una serie televisiva drammatica statunitense, composta da 10 episodi, trasmessa su NBC dal 24 marzo al 2 luglio 2020. Ispirata al libro The Council of Dads di Bruce Feiler, sviluppato da Joan Rater e Tony Phelan, il 24 marzo 2020 è stata presentata in anteprima sulla NBC come parte della stagione televisiva 2019-2020.
In Italia la serie è andata in onda su Canale 5 dal 16 agosto al 7 settembre 2020.

## Trama
Scott Perry, malato di cancro, è preoccupato per i suoi cinque figli che crescono senza i suoi aiuti e consigli. Lui e sua moglie Robin reclutano tre amici per agire come un "consiglio di papà" per essere figure paterne per i suoi figli. Successivamente Scott muore e i suoi cari formano una famiglia prescelta allargata.

## Episodi
| Stagione       | Episodi | Prima TV USA | Prima TV Italia |
| -------------- | ------- | ------------ | --------------- |
| Prima stagione | 10      | 2020         | 2020            |

## Personaggi e interpreti

### Personaggi principali
- Dottoressa Robin Perry, interpretata da Sarah Wayne Callies, doppiata da Chiara Colizzi. Vedova di Scott.
- Anthony Lavelle, interpretato da Clive Standen, doppiato da Francesco Venditti. Migliore amico di Scott, uno chef e un membro del consiglio dei papà, nonché il padre biologico di Luly, sconosciuto a Luly o al resto della famiglia.
- Dottor Oliver Post, interpretato da J. August Richards, doppiato da Fabrizio Vidale. Migliore amico di Robin dai tempi della scuola di medicina e membro del consiglio dei papà.
- Luly Perry, interpretata da Michele Weaver, doppiata da Rossa Caputo. Figlia birazziale di Scott, che ha cresciuto come padre single per otto anni prima di incontrare Robin.
- Theo Perry, interpretato da Emjay Anthony, doppiato da Tommaso Di Giacomo. Figlio adolescente capriccioso di Scott e Robin.
- Charlotte Perry, interpretata da Thalia Tran, doppiata da Chiara Fabiano. Figlia adottiva di Scott e Robin, che è di origine cinese.
- JJ Perry, interpretato da Blue Chapman, doppiato da Alberto Vannini. Figlio di sette anni transgender di Scott e Robin, che era assegnata alla nascita come donna.
- Evan Norris, interpretato da Steven Silver, doppiato da Alessandro Campaiola. Marito di Luly.
- Larry Mills, interpretato da Michael O'Neill, doppiato da Gianni Giuliano. Membro degli Alcolisti Anonimi di Scott, con programma in dodici fasi, e membro del consiglio dei papà.

### Personaggi ricorrenti
- Scott Perry, interpretato da Tom Everett Scott, doppiato da Simone D'Andrea.
- Tess, interpretata da Lindsey Blackwell, doppiata da Lucrezia Roma. Figlia di Oliver e Peter.
- Peter Richards, interpretato da Kevin Daniels, doppiato da Alberto Angrisano. Marito di Oliver e l'altro padre di Tess.
- Margot, interpretata da Hilarie Burton, doppiata da Chiara Gioncardi.

## Produzione

### Sviluppo
Il 14 gennaio 2019 è stato annunciato che la NBC aveva ordinato la produzione di un episodio pilota con il nome di Council of Dads. L'episodio è stato scritto da Joan Rater e Tony Phelan, che sono produttori esecutivi insieme a Jerry Bruckheimer, Jonathan Littman, KristieAnne Reed, mentre i produttori sono James Oh e Bruce Feiler. 
 Le società di produzione coinvolte nella produzione dell'episodio pilota includono Jerry Bruckheimer Television, Midwest Livestock Productions e Universal Television.
Il 7 maggio 2019 è stato annunciato che la produzione aveva ricevuto un ordine di sviluppo della serie. Pochi giorni dopo, è stato annunciato che la serie sarebbe stata presentata in anteprima come sostituzione di metà stagione nella primavera del 2020.
L'11 gennaio 2020 è stato annunciato che la serie sarebbe stata presentata in anteprima il 10 marzo 2020.
Il 26 febbraio 2020, la data di trasmissione della prima tv era stata spostata al 24 marzo 2020.
Il 25 giugno 2020, la serie è stata cancellata dopo una sola stagione.

### Casting
Nel febbraio 2019 è stato annunciato che Sarah Wayne Callies e Clive Standen erano stati scelti per i ruoli principali dell'episodio pilota. Oltre all'annuncio dell'ordine dell'episodio pilota, nel marzo 2019 è stato riferito che Michael O'Neill, StevenSilver e Emjay Anthony si erano uniti al cast.

### Riprese
La serie è stata girata a Savannah, Georgia.

## Distribuzione

### Stati Uniti
In originale la serie, composta da 10 episodi da 43 minuti ciascuna, è stata trasmessa su NBC dal 24 marzo al 2 luglio 2020.

### Italia
In Italia è andata in onda su Canale 5 dal 16 agosto al 7 settembre 2020: le prime quattro puntate sono andate in onda in prima serata domenica 16 agosto 2020, mentre le rimanenti sei puntate sono state distribuite in seconda serata con un doppio episodio a settimana nella serata del lunedì dal 24 agosto al 7 settembre 2020.

## Accoglienza
Su Rotten Tomatoes, la serie ha avuto un indice di approvazione del 50% basato su 10 recensioni, con una valutazione media di 5,8 su 10. Il consenso critico del sito web recita:
Su Metacritic, ha avuto un punteggio medio ponderato di 53 su 100 basato su 5 recensioni, che indica "recensioni miste o medie".